# Daganbhuiyan
Daganbhuiyan (en bengali : দাগনভূইয়া) est une upazila du Bangladesh dans le district de Feni. En 1991, on y dénombrait 204 975 habitants.